# Keith-Zahl
In der Unterhaltungsmathematik ist eine Keith-Zahl (englisch Keith number, aber auch repfigit number (kurz für repetitive Fibonacci-like digit)) eine natürliche Zahl {\displaystyle n\in \mathbb {N} }, die durch ihre Ziffern eine spezielle mathematische Folge definiert und in ihr enthalten ist.
Sei {\displaystyle n\in \mathbb {N} } eine natürliche Zahl mit {\displaystyle k} Ziffern {\displaystyle d_{k-1},d_{k-2},\ldots ,d_{1},d_{0}}, also
{\displaystyle n=\sum _{i=0}^{k-1}10^{i}{d_{i}}}
Sei {\displaystyle S_{n}} eine mathematische Folge, die mit den Werten {\displaystyle d_{k-1},d_{k-2},\ldots ,d_{1},d_{0}} beginnt. Jedes weitere Folgenglied ist die Summe der vorhergehenden {\displaystyle k} Folgenglieder. Wenn die Zahl {\displaystyle n} in dieser Folge {\displaystyle S_{n}} enthalten ist, dann ist {\displaystyle n} eine Keith-Zahl. Weil einstellige Zahlen diese Eigenschaft trivialerweise erfüllen, werden diese üblicherweise nicht als Keith-Zahlen akzeptiert. Es muss also {\displaystyle n\geq 10} sein.
Der Mathematiker Mike Keith hat sich im Jahr 1997 als Erster mit diesen Zahlen beschäftigt.
Es sind keine schnellen Techniken zur Berechnung von Keith-Zahlen bekannt mit Ausnahme der oben genannten Methode.

## Beispiele
- Sei {\displaystyle n} die {\displaystyle 3}-stellige Zahl {\displaystyle n=742}. Dann lauten die ersten Folgenglieder {\displaystyle s_{n}} der Folge {\displaystyle S_{n}} wie folgt:

7, 4, 2, 13, 19, 34, 66, 119, 219, 404, 742, 1365, 2511, 4618, 8494, 15623, 28735, 52852, …
Dabei ist das Folgenglied {\displaystyle s_{i}} die Summe der drei vorhergehenden Glieder {\displaystyle s_{i-3},s_{i-2}} und {\displaystyle s_{i-1}}. Es ist also {\displaystyle s_{i}=s_{i-3}+s_{i-2}+s_{i-1}}. Zum Beispiel ist {\displaystyle 742=119+219+404}. Weil die {\displaystyle 3}-stellige Zahl {\displaystyle n=742} in dieser Folge enthalten ist, ist {\displaystyle n=742} eine Keith-Zahl.
- Sei {\displaystyle n} die {\displaystyle 5}-stellige Zahl {\displaystyle n=34285}. Dann lauten die ersten Folgenglieder {\displaystyle s_{n}} der Folge {\displaystyle S_{n}} wie folgt:

3, 4, 2, 8, 5, 22, 41, 78, 154, 300, 595, 1168, 2295, 4512, 8870, 17440, 34285, 67402, 132509, 260506, 512142, 1006844, …
Dabei ist das Folgenglied {\displaystyle s_{i}} die Summe der fünf vorhergehenden Glieder {\displaystyle s_{i-5},s_{i-4},s_{i-3},s_{i-2}} und {\displaystyle s_{i-1}}. Es ist also {\displaystyle s_{i}=s_{i-5}+s_{i-4}+s_{i-3}+s_{i-2}+s_{i-1}}. Zum Beispiel ist {\displaystyle 4512=154+300+595+1168+2295}. Weil die {\displaystyle 5}-stellige Zahl {\displaystyle n=34285} in dieser Folge enthalten ist, ist {\displaystyle n=34285} eine Keith-Zahl.
- Die ersten Keith-Zahlen lauten:

14, 19, 28, 47, 61, 75, 197, 742, 1104, 1537, 2208, 2580, 3684, 4788, 7385, 7647, 7909, 31331, 34285, 34348, 55604, 62662, 86935, 93993, 120284, 129106, 147640, 156146, 174680, 183186, 298320, 355419, 694280, 925993, 1084051, 7913837, 11436171, 33445755, 44121607, … (Folge A007629 in OEIS)
Nimmt man die einstelligen trivialen Keith-Zahlen dazu, erhält man die Folge A130010 in OEIS.
- Die Anzahl der Keith-Zahlen mit {\displaystyle k=1,2,3,\ldots } Stellen kann man der folgenden Liste entnehmen (die Null zu Beginn gilt nur, wenn man die einstelligen trivialen Keith-Zahlen nicht dazunimmt):

0, 6, 2, 9, 7, 10, 2, 3, 2, 0, 2, 4, 2, 3, 3, 3, 5, 3, 5, 3, 1, 1, 3, 1, 1, 3, 7, 1, 2, 5, 2, 4, 6, 3, … (Folge A050235 in OEIS)
Beispiel:
Der obigen Liste kann man an der 17. Stelle die Zahl {\displaystyle 5} entnehmen. Das heißt, es gibt genau {\displaystyle 5} Keith-Zahlen, welche 17 Stellen haben (für die also {\displaystyle 10^{17}\leq n<10^{18}} gilt).
- Es gibt nur 99 Keith-Zahlen, welche 30 oder weniger Stellen besitzen. Die 99. Keith-Zahl hat 30 Stellen und ist {\displaystyle n=534139807526361917710268232010}.[3]
- Die momentan (Stand: 30. Dezember 2018) größte bekannte Keith-Zahl ist die folgende:[4][3]

{\displaystyle n=5752090994058710841670361653731519}
Diese Zahl {\displaystyle n} hat 34 Stellen und wurde von Daniel Lichtblau am 26. August 2009 entdeckt.

## Eigenschaften
- Es gibt keine Keith-Zahlen, die gleichzeitig Repdigits sind (also nur aus denselben Ziffern bestehen).[4]

## Vermutungen
- Es wird vermutet, dass es unendlich viele Keith-Zahlen gibt.[3]

Keith behauptet aufgrund von Erfahrungswerten, dass es {\displaystyle \textstyle {\frac {9}{10}}\log _{2}{10}\approx 2{,}99} Keith-Zahlen zwischen {\displaystyle 10^{k}} und {\displaystyle 10^{k+1}} für {\displaystyle k\in \mathbb {N} } gibt.
- Es gibt keine {\displaystyle 10}-stelligen Keith-Zahlen. Es wird vermutet, dass es noch weitere {\displaystyle k} gibt, für welche es keine {\displaystyle k}-stelligen Keith-Zahlen gibt.[2]
- Man definiere einen Keith-Cluster als eine Menge von zwei oder mehr Keith-Zahlen mit exakt gleich vielen Stellen, bei der alle Keith-Zahlen ganzzahlige Vielfache der ersten Keith-Zahl in diesem Cluster sind. Es sind nur drei solche Cluster bekannt:

{\displaystyle (14,28),(1104,2208)} und {\displaystyle (31331,62662,93993)}
Keith vermutet, dass diese drei Cluster die einzigen sind. Er gibt aber zu, keine Ahnung zu haben, wie man das beweisen könnte.

## Keith-Primzahlen
Eine Keith-Zahl, die prim ist, nennt man Keith-Primzahl.

### Beispiele
- Die kleinsten Keith-Primzahlen sind die folgenden:

19, 47, 61, 197, 1084051, 74596893730427, … (Folge A048970 in OEIS)

## Verallgemeinerungen
Bisher wurden nur Keith-Zahlen im Dezimalsystem, also zur Basis {\displaystyle b=10} behandelt. Die Keith-Zahl {\displaystyle n=47} wäre zum Beispiel zur Basis {\displaystyle b=8} die Zahl {\displaystyle n=47={\underline {5}}\cdot 8^{1}+{\underline {7}}\cdot 8^{0}=57_{8}} und mit dieser Basis {\displaystyle b=8} hätte man keine Keith-Zahl (die dazugehörige Folge wäre {\displaystyle 5_{8},7_{8},14_{8},23_{8},37_{8},62_{8},\ldots } und man kann erkennen, dass {\displaystyle n=57_{8}} keine Keith-Zahl ist, weil sie in der Folge nicht vorkommt). Daher spielt die jeweilige Basis eine große Rolle bei Keith-Zahlen.
Eine Keith-Zahl zur Basis {\displaystyle b} ist eine natürliche Zahl {\displaystyle n\in \mathbb {N} }, die durch ihre Ziffern zur Basis {\displaystyle b} eine spezielle mathematische Folge definiert und in ihr enthalten ist.

### Beispiele
- Sei {\displaystyle n=49_{12}} eine Zahl im Duodezimalsystem, also zur Basis {\displaystyle b=12}. Dann erhält man folgende Folge (dabei ist aus Ermangelung an weiteren Ziffern {\displaystyle A:=10} und {\displaystyle B:=11}):

{\displaystyle n=4_{12},9_{12},11_{12},1A_{12},2B_{12},49_{12},78_{12},\ldots }
Man kann erkennen, dass die Zahl {\displaystyle n=49_{12}} tatsächlich in der Folge vorkommt. Somit ist {\displaystyle n=49_{12}} eine Keith-Zahl zur Basis {\displaystyle b=12}.
- Die folgenden Zahlen sind die kleinsten Keith-Zahlen zur Basis {\displaystyle b=12}, also im Duodezimalsystem:

11, 15, 1B, 22, 2A, 31, 33, 44, 49, 55, 62, 66, 77, 88, 93, 99, AA, BB, 125, 215, 24A, 405, 42A, 654, 80A, 8A3, A59, 1022, 1662, 2044, 3066, 4088, 4A1A, 4AB1, 50AA, 8538, B18B, 17256, 18671, 24A78, 4718B, 517BA, 157617, 1A265A, 5A4074, 5AB140, 6B1449, 6B8515, …

## Umgekehrte Keith-Zahlen
Sei {\displaystyle n\in \mathbb {N} } eine natürliche Zahl mit {\displaystyle k\in \mathbb {N} } Ziffern {\displaystyle d_{k-1},d_{k-2},\ldots ,d_{1},d_{0}}, also
{\displaystyle n=\sum _{i=0}^{k-1}10^{i}{d_{i}}}
Sei {\displaystyle S_{n}} eine mathematische Folge, die mit den Werten {\displaystyle d_{k-1},d_{k-2},\ldots ,d_{1},d_{0}} beginnt. Jedes weitere Folgenglied ist die Summe der vorhergehenden {\displaystyle k} Folgenglieder. Wenn die Zahl {\displaystyle n} in dieser Folge {\displaystyle S_{n}} in umgekehrter Reihenfolge (also mit vertauschten Ziffern) enthalten ist, dann ist {\displaystyle n} eine umgekehrte Keith-Zahl (englisch reverse Keith number, aber auch revrepfigit number (kurz für reverse replicating Fibonacci-like digit)). Weil einstellige Zahlen diese Eigenschaft trivialerweise erfüllen, werden diese üblicherweise nicht als umgekehrte Keith-Zahlen akzeptiert. Es muss also {\displaystyle n\geq 10} sein. Es ist nicht bekannt, ob es unendlich viele umgekehrte Keith-Zahlen gibt.

### Beispiele
- Sei {\displaystyle n} die {\displaystyle 3}-stellige Zahl {\displaystyle n=341}. Dann lauten die ersten Folgenglieder {\displaystyle s_{n}} der Folge {\displaystyle S_{n}} wie folgt:

3, 4, 1, 8, 13, 22, 43, 78, 143, 264, 485, 892, 1641, 3018, 5551, …
Dabei ist das Folgenglied {\displaystyle s_{i}} die Summe der drei vorhergehenden Glieder {\displaystyle s_{i-3},s_{i-2}} und {\displaystyle s_{i-1}}. Es ist also {\displaystyle s_{i}=s_{i-3}+s_{i-2}+s_{i-1}}. Zum Beispiel ist {\displaystyle 485=78+143+264}. Weil die {\displaystyle 3}-stellige Zahl {\displaystyle m=143} in dieser Folge enthalten ist und {\displaystyle m=143} genau die umgekehrte Ziffernfolge von {\displaystyle n=341} ist, ist {\displaystyle n=341} eine umgekehrte Keith-Zahl.
- Die folgenden Zahlen sind die kleinsten umgekehrten Keith-Zahlen:[3]

12, 24, 36, 48, 52, 71, 341, 682, 1285, 5532, 8166, 17593, 28421, 74733, 90711, 759664, 901921, 1593583, 4808691, 6615651, 6738984, 8366363, 8422611, 26435142, 54734431, 57133931, 79112422, 89681171, 351247542, 428899438, 489044741, 578989902, … (Folge A097060 in OEIS)
Man beachte, dass es keine umgekehrten Keith-Zahlen gibt, die mit einer Null enden. Diese sind nicht erlaubt, zumal diese Nullen, wenn man die Ziffern der Zahl umdreht, zu Beginn wären und eine Null zu Beginn nicht erlaubt ist.
- Die folgenden Zahlen sind die kleinsten umgekehrten Keith-Primzahlen:[3]

71, 1593583, 54734431, …